# Пасхальный парад
Пасха́льный пара́д — художественный музыкальный фильм 1948 года с Фредом Астером и Джуди Гарленд в главных ролях при участии Энн Миллер и Питера Лоуфорда. Музыку к песням написал знаменитый композитор Ирвинг Берлин.
Фильм стал самым успешным мюзиклом 1948 года и занял 2-е место по кассовым сборам в США и Канаде за год. Премия «Оскар» за лучшую музыку.

## Сюжет
Известный танцор Дон Хьюз (Фред Астер) выступает дуэтом с Надин Хейл (Энн Миллер). Однако перед очередным выступлением, приуроченном к пасхальному параду, она заявляет ему, что намерена заняться своей сольной карьерой, поэтому дуэт распадается. Хьюз разрывает с ней отношения и решает доказать ей и себе, что может легко найти новую партнёршу для танцев — не хуже прежней. В баре он примечает одну из танцовщиц по имени Ханна Браун (Джуди Гарленд), которую приглашает на следующий же день порепетировать. Сначала она воспринимает это как шутку, но затем вспоминает его имя («Дон Хьюз!?») и приходит на репетицию. Первоначально новой паре не удаётся сразу найти своё «я» на сцене, однако затем они решают кардинально сменить стиль.
В ходе сюжета отношения, возникшие в результате случая, постепенно развиваются и переходят на новый уровень, когда оба понимают, что испытывают чувства друг к другу.
По ходу сюжета в фильме демонстрируется множество песенных и/или танцевальных номеров, случаются как комические, так и мелодраматические сцены. Фильм заканчивается хэппи-эндом через год после начала событий — на очередном пасхальном параде, на котором Дон Хьюз и Ханна Браун появляются уже как пара знаменитостей, где Дон делает Ханне предложение.

## В ролях
| Актёр            | Роль                                   |
| ---------------- | -------------------------------------- |
| Фред Астер       | Дон Хьюз                               |
| Джуди Гарленд    | Ханна Браун                            |
| Энн Миллер       | Надин Хейл                             |
| Питер Лоуфорд    | Джонатан Харроу                        |
| Джени Ле Гон     | служанка Надин Эсси                    |
| Джулс Маншин     | старший официант-распорядитель Франсуа |
| Клинтон Сандберг | бармен Майк                            |
| Джимми Бейтс     | мальчик в магазине игрушек             |

## Съёмочная группа
- Режиссёр: Чарльз Уолтерс
- Продюсер: Артур Фрид
- Сценаристы: Сидни Шелдон, Фрэнсис Гудрич, Альберт Хакетт[англ.]
- Композиторы: Роджер Эденс, Джонни Грин, Ирвинг Берлин
- Оператор: Гарри Стрэдлинг-старший
- Монтажёр: Альерт Акст[англ.]

## Песни
Ниже представлен список прозвучавших в фильме песен с указанием исполнителей.
- «Счастливой Пасхи/ Happy Easter» (Фред Астер)
- «Помешан на барабанах»/«Drum Crazy» (поёт и танцует Фред Астер)
- «Это происходит, только когда я танцую с тобой»/«It Only Happens When I Dance with You» (поёт Астер, танцуя с Энн Миллер)
- «Я хочу вернуться в Мичиган»/«I Want To Go Back To Michigan» (Джуди Гарленд)
- «К красивым лицам нужны красивые платья»/«Beautiful Faces Need Beautiful Clothes» (Астер и Гарленд во время танца)
- «Парень под зонтиком»/«A Fella with an Umbrella» (Питер Лоуфорд и Гарленд, поёт Лоуфорд)
- Несколько танцевально-музыкальных сценок подряд: «Люблю пианино»/«I Love a Piano» (поёт Джуди Гарленд, затем танцует с Астером), «Муси-пуси»/«Snookey Ookums» (Астер и Гарленд), «Регтайм на скрипке»/«The Ragtime Violin» (танцуют Астер и Гарленд, поёт Астер) и «Когда в полночь "чух-чух" уезжает в Алабаму»/«When the Midnight Choo-Choo Leaves for Alabam'» (Гарленд и Астер танцуют и поют)
- «Отбрось печали прочь»/«Shakin' the Blues Away» (поёт и танцует Энн Миллер)
- «Это происходит, только когда я танцую с тобой» (реприза)/«It Only Happens When I Dance With You (reprise)» (Джуди Гарленд)
- «Выхожу с моей малышкой[англ.]»/«Steppin' Out with My Baby» (Астер, хор и несколько танцоров)
- «Пара молодчиков»/«A Couple of Swells» (поют и танцуют Астер и Гарленд)
- «Девушка на обложке»/«The Girl on the Magazine Cover» (поёт Ричард Биверс, танцует Энн Миллер)
- «Это происходит, только когда я танцую с тобой» (инструментальное исполнение)/«It Only Happens When I Dance With You (instrumental)» (танцуют Астер и Миллер)
- «В следующий раз больше повезёт»/«Better Luck Next Time» (Джуди Гарленд)
- «Пасхальный парад[англ.]»/«Easter Parade» (Гарленд и Астер)

## Награды и признание
- Премия «Оскар» 1949 года за лучшую оригинальную музыку к фильму (мюзикл) — Роджеру Эденсу и Джонни Грину[англ.].

Фильм дважды входил в список номинантов Американского института киноискусства:
- В 2004 году песня Steppin' Out with My Baby рассматривалась в номинации 100 лучших песен из американских фильмов за 100 лет[1];
- В 2005 году выдвигался в номинации Лучшие американские фильмы-мюзиклы за 100 лет[2].

## Кассовые сборы
«Пасхальный парад» заработал 4,144 млн долларов в США и Канаде и 1,659 млн в других странах, таким образом, суммарные сборы составили 5,803 млн долларов. По данным Variety, фильм занял 2-е место в 1948 году по кассовым сборам в США и Канаде, уступив только комедии «Дорога в Рио».